# Avis (freguesia)
Avis is een plaats (freguesia) in de Portugese gemeente Avis en telt 1950 inwoners (2001).